# CFR 41 sorozat
A CFR 41 sorozat egy román Co'Co' tengelyelrendezésű 25 kV 50 Hz AC áramrendszerű villamosmozdony-sorozat. 1965-től 1991-ig gyártotta az ASEA, illetve licenc alapján az Electroputere Craiova.
A CFR 41 sorozat a CFR 40 sorozat 160 km/h sebességre alkalmas változata. A CFR Călători üzemelteti őket.